# Antrostomus saturatus
El chotacabras fuliginoso, chotacabras sombrío o tapacamino sombrío (en Panamá) (Antrostomus saturatus) es una especie de ave caprimulgiforme de la familia Caprimulgidae nativa de América Central.

## Distribución y hábitat
Habita en bosques húmedos y zonas degradadas de Costa Rica y el oeste de Panamá.